# 에이빈 헨릭센
에이빈 헨릭센(노르웨이어: Eivind Henriksen, 1990년 9월 14일~)은 노르웨이의 육상 선수로 주종목은 해머던지기이다. 현재 노르웨이 남자 해머던지기 국가 기록 보유자이며, 2020년 하계 올림픽에서 은메달을 획득하였다. 그는 2022년 세계 선수권 대회와 2022년 유럽 선수권 대회에서 동메달을 획득하였다.